# Weihwasserbecken (Benque-Dessous-et-Dessus)

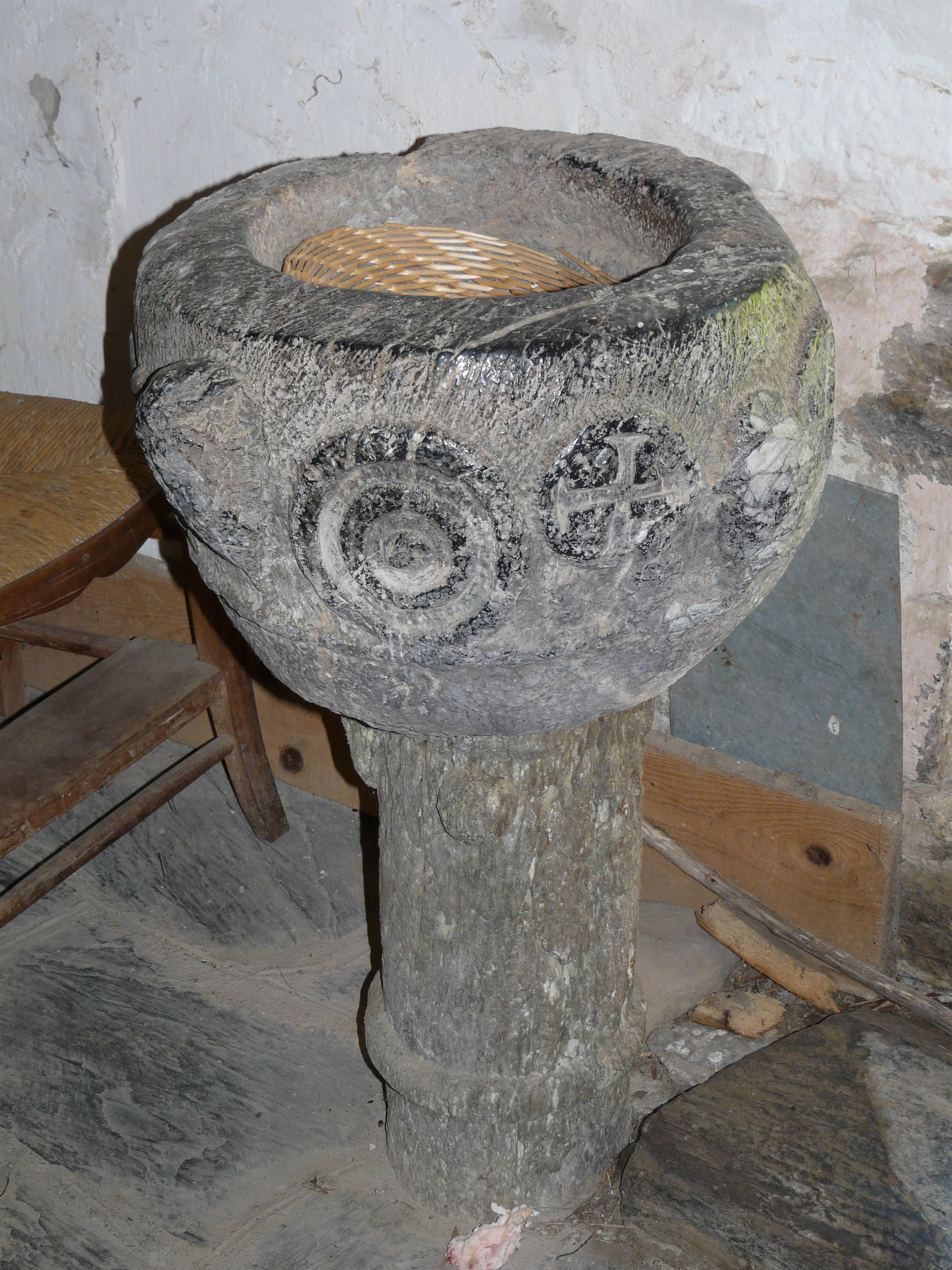
Weihwasserbecken in Benque-Dessous

Das Weihwasserbecken in der katholischen Kirche St-Geniès in Benque-Dessous, einem Ortsteil der französischen Gemeinde Benque-Dessous-et-Dessus im Département Haute-Garonne der Region Okzitanien, wurde im 13. Jahrhundert geschaffen. Im Jahr 2013 wurde das spätromanische Weihwasserbecken als Monument historique in die Liste der geschützten Objekte (Base Palissy) in Frankreich aufgenommen.
Das 83 cm hohe Weihwasserbecken aus schwarzem Marmor wurde aus einem Steinblock geschaffen. Das Becken steht auf einer schlanken Säule, die lediglich mit einem Wulst verziert ist. 
Das runde Becken ist an der Außenseite mit teilweise zerstörten Reliefs geschmückt: Kreuze in Medaillons und zwei menschliche Köpfe.